# 鞆町

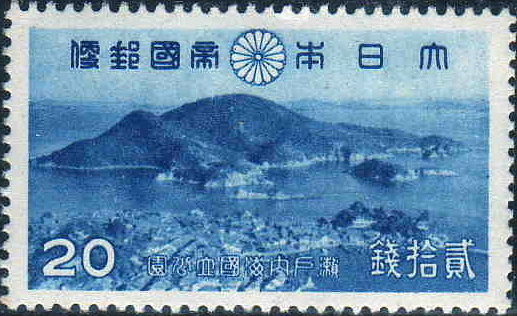
1939年发行的描绘鞆町中心地段的邮票

鞆町（日语：／）是过去日本广岛县沼隈郡的一个町。1956年，并入福山市。境内的旅游景点鞆之浦非常有名。1576年—1587年，逃亡在外的室町幕府十五代将军足利义昭在此地设立流亡政权鞆幕府。